# Raine Island
Raine Island är en ö i Australien. Den ligger i delstaten Queensland, i norra delen av Stora barriärrevet på Australiens nordöstra kust, omkring 2 000 kilometer nordväst om delstatshuvudstaden Brisbane. Arean är 0,30 kvadratkilometer. Den sträcker sig 0,6 kilometer i nord-sydlig riktning, och 0,7 kilometer i öst-västlig riktning.
Ön är en viktig plats för grön havssköldpadda som i tiotusentals samlas här vid äggläggning.